# Geumata
Geumata is een bestuurslaag in het regentschap Aceh Utara van de provincie Atjeh, Indonesië. Geumata telt 852 inwoners (volkstelling 2010).